# Тушкан великий
Тушканчик великий (Allactaga major (Kerr, 1792)) — гризун, вид роду тушкан (Allactaga) з підродини тушканові (Allactaginae) родини стрибакові (Dipodidae).

## Таксономія
Тушкан великий (Allactaga major) — один з 11 видів роду тушканів (Allactaga); єдиний вид цього роду у фауні Європи загалом та фауні України зокрема.

## Поширення
Ареал охоплює смугу від р. Інгулу (Причорноморська низовина) до передгір'їв Алтаю.

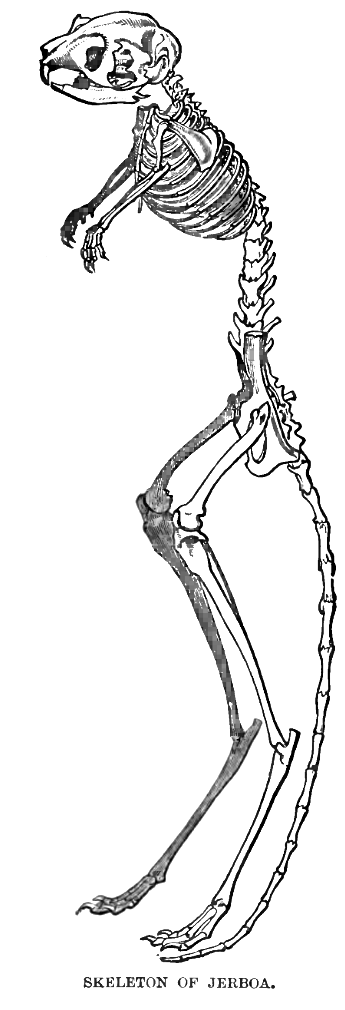
Скелет дорослого Allactaga major

### Поширення в Україні
В Україні мешкає кілька тисяч особин, головним чином у південних, центральних, і східних регіонах — Київській, Полтавській, Сумській, Черкаській, Чернігівській, Харківській та у всіх степових областях, окрім Одеської, найбільша кількість в Криму.
В Україні останніми десятиліттями відбувається зменшення чисельності внаслідок скорочення пасовищного тваринництва, інтенсивного розорення степів.

## Охорона
Занесений до Червоного списку МСОП та Червоної книги України.
Охороняється у заповідниках Асканія-Нова та Чорноморському — біосферних заповідниках; Луганському, Карадазькому й Українському степовому — природних заповідниках, та Азово-Сиваському національному природному парку.

## Місця перебування
Степові та сухостепові ландшафти, перелогові землі, солончакові приморські ділянки з твердим ґрунтом і розрідженим травостоєм, а також балки та береги річок. Останніми десятиліттями відбувається розселення виду в лісостепову зону (Чернігівська область), що спричинене зменшенням вологості ґрунту на великих площах цієї зони внаслідок інтенсивної меліорації, знищення старих лісів і наступної ксерифікації екосистем.

## Чисельність
Невідома. Ймовірно, загальна кількість особин досягає кількох тисяч. У 1979 р. на правому березі Молочного лиману щільність місцями становила 2,8 звірка на 1 км маршруту, на лівому березі — від 1,2 до 4,3. Восени 1992 у Криму (околиці с. Цілинного Джанкойського району) цей показник становив пересічно 0,55, а на окремих ділянках 1,6. У Черкаській області (заплава р. Сули) щільність виду досягала 1,6 особини на 1 га (1982 р.), у Харківській області — 0,3 особини (1987 р.).

## Зменшення кількості
Причини зміни чисельності: знищення біотопів виду. Зменшення кількості тушканчиків сприяє меліорація степу, полювання на хутро[джерело?] та винищення їх тваринами-хижаками.
| Територія, де була проведена статистика       | Кількість особин на 1км² | рік проведення статистики[джерело?] |
| На правому березі Молочного лиману            | 2,8 ос.                  | У 1979 р.                           |
| На лівому березі Молочного лиману             | від 1,2 до 4,3 ос.       | 1979 р.                             |
| У Черкаській обл. (заплава р. Сули)           | 1,6 ос.                  | 1982 р.                             |
| у Харківській області                         | 0,3 ос.                  | 1987 р.                             |
| Крим, околиці с. Цілинного Джанкойського р-ну | від 0,55 до 1,6 ос.      | Осінь, 1992 р.                      |

## Особливості біології
Активний у сутінках і вночі. Живе в поодиноких норах з овальним входом. Літні нори мають просту будову, довжина 1—4 м; зимові значно довші, ведуть до гніздової камери, розташованої на глибині 0,3—2,5 м. На відміну від інших видів родини, тушканчик великий рідко закриває на день вхід до нори земляною пробкою. Найчастіше він її розміщує перед гніздовою камерою. У сплячку в південних районах залягає протягом кінця жовтня — 1-ї декади листопада, пробуджується в кін. березня — на початку квітня (іноді 18—20 квітня). Живиться цибулинами тюльпанів та ін. лілійних, вегетативними частинами дикорослих і культурних злаків, їхнім насінням, іноді — комахами. Викопує навесні насіння динь, гарбузів та кавунів і псує сходи цих рослин. Період розмноження триває всю весну та 1-шу половину літа. Самка раз на рік народжує від 2 до 8 малят (найчастіше 3—4).
Розмноження у неволі. Розмножується в лабораторних умовах.

## Заходи охорони
Включено до Червоної книги України. Охороняється у заповідниках Асканія-Нова та Чорноморському — біосферні, Луганському, Карадазькому й Українському степовому — природні, та Азово-Сиваському національному природному парку. Слід зберегти цілинні ділянки степу у місцях перебування виду.